# Bret Price
Bret Price (sinh năm 1950) là một nhà điêu khắc người Mỹ, được biết đến với những công trình nghệ thuật quy mô lớn bằng thép. Tác phẩm của ông đã được đưa vào bộ sưu tập của Bảo tàng Nghệ thuật Mỹ Smithsonian và Vườn điêu khắc Donald M. Kedall, cùng với những tác phẩm khác.

## Đầu đời
Price sinh ra ở Palo Alto, California. Cha của ông, Harrison "Buzz" Price, từng làm việc cho Walt Disney và khuyến khích ông theo đuổi đam mê của mình.
Price theo học tại Đại học Pomona ở Claremont, California. Ban đầu ông theo đuổi chương trình dự bị Y khoa 3 năm (Pre-med), nhưng cuối cùng đã chuyển ngành học sau khi tham gia vào một lớp gốm sứ và tốt nghiệp năm 1972. Sau đó, ông theo học tại Học viện Nghệ thuật và Thiết kế Otis trong một năm và lấy bằng thạc sĩ mỹ thuật tại Học viện nghệ thuật California ở Santa Clarita vào năm 1975.

## Sự nghiệp
Từ năm 1976 để năm 1987, Price là giáo sư tại Đại học Chapman.
Các tác phẩm ban đầu của Price là đồ gốm, nhưng ông đã tạo ra những công trình nghệ thuật bằng thép bắt đầu từ năm 1979. Các tác phẩm của ông theo thời gian lớn dần trong quy mô và lớn nhất là đạt đến 35 foot (11 m) chiều cao và nặng 7,5 tấn Mỹ (6,8 t). Phương pháp để tạo ra những tác phẩm này là làm nóng thép ở nhiệt độ cao sử dụng khí gas và sau đó uốn cong, xoắn và cán chúng bằng một chiếc xe nâng để tạo ra hình dạng mà Price muốn.
Những tác phẩm nghệ thuật của ông đã được vào bộ sưu tập của các bảo tàng gồm Bảo tàng Nghệ thuật Hoa Kỳ Smithsonian, Vườn Điêu khắc Donald M. Kendall, Bảo tàng Nghệ thuật Laguna, Bảo tàng Nghệ thuật Long Beach, Bảo Tàng Nghệ thuật Quận Cam và Viện Nghệ thuật Dayton, cùng với những tác phẩm khác.

## Cuộc sống cá nhân
Thời gian làm việc chủ yếu của Price thường diễn ra ở thành phố Orange, California, nơi ông làm việc tại studio Logan Creative, và New Nuremberg, Ohio. Ông đã thực hiện một số tác phẩm ở sân sau của nhà mình, bao gồm một cái phéc-mơ-tuya cao 11 foot (3,4 m) và nặng 1.500 pound (680 kg).
Price đã kết hôn với Rae Lynn Price (nhũ danh Olson). Ông cũng có một con gái, Erin, và một con trai, Greg, là nghệ nhân thủy tinh.